# Regina delle Fiabe
La Regina delle Fiabe è una super criminale immaginaria che si batté contro la Justice League, Wonder Woman e Superman. Basata sul personaggio della Regina cattiva della fiaba "Biancaneve", la Regina delle Fiabe è la personificazione vivente di tutto il male presente nel folklore. Comparve per la prima volta in JLA n. 47 (novembre 2000), e fu creata da Gail Simone, Mark Waid e Bryan Hitch.

## Biografia del personaggio
La Regina delle Fiabe fu in origine una maga di un'altra dimensione finché non fu esiliata dalla Terra. Regnò finché la principessa Biancaneve non la sfidò e la intrappolò nel Libro delle Fiabe. Biancaneve utilizzò il libro per tramutare i fatti in finzione e disfare tutti i terribili atti della Regina.
Innumerevoli generazioni dopo, la Regina fu inconsapevolmente rilasciata dalla prigione. Trasformò Manhattan in una foresta incantata piena di creature fantastiche estratte dalle storie folkloristiche. Appena prima della sua liberazione tentò di localizzare Biancaneve, scambiando una televisione per uno specchio magico, e le ordinò di mostrarsi - "La Più Bella del Reame". Coincidentalmente, la TV stava mostrando il telegiornale, riportando notizie sull'ultima battaglia della Justice League, e in quel momento mostrando Wonder Woman. Credendo che la principessa amazzone fosse la sua figliastra, si batté con lei, costringendola in un profondo sonno in una foresta incantata. Aquaman riuscì a svegliare Wonder Woman con un bacio (in quanto ex principe, e ora Re di Atlantide, quindi conta come un bacio da un principe), e Batman scoprì il libro in cui la Regina fu imprigionata. Alla fine, la Justice League riuscì a fermarla, facendole finalmente capire che non era più immortale ed eternamente bella nel mondo reale, e la rinchiusero di nuovo (rinchiudendola dentro un libro sui Codici Fiscali degli Stati Uniti, dove non c'era niente di immaginario da utilizzare come arma), disfacendo nuovamente il suo incantesimo.
Alla fine, la Regina delle Fiabe si svegliò e non era affatto contenta. Siccome fu sconfitta dalla Justice League, che la rinchiuse in un manuale legale, riuscì a evadere in qualche modo e ora mise il suo sguardo sul suo Principe Azzurro, Superman. Dopo essere stato trasportato in una foresta di vetro kryptoniana, Superman fu in grado di vincere la propria libertà e sconfiggere la Regina (anche se lo sforzo lo lasciò debole). La si vide per l'ultima volta in piedi vicino ad una ragazza addormentata, dicendo "Dormi bene, cara. Mantienimi viva. Sognami. Sognami".
Ritornò di nuovo sotto l'identità di Laney Kirswel, l'esecutrice in carica per una biografia non autorizzata di Wonder Woman, creata principalmente di materiale non approvato e diffamatorio. Fu di nuovo in grado di agire nel mondo umano, dove fece passare Wonder Woman attraverso scenari infernali, presi dai film, atti a rappresentare avvenimenti distorti nella vita della super eroina. Diana la persuase a prendere la forma di un enorme drago, che ella notò essere una reminiscenza di Malefica, e la accecò con due asce da battaglia, costringendola alla fuga.

## Poteri e abilità
La Regina delle Fiabe è una maga estremamente potente e fu in grado di tramutare Manhattan in una foresta incantata. Può virtualmente effettuare qualsiasi cosa voglia e solitamente possiede creature delle fiabe come draghi, orchi e goblin al suo comando. Possiede l'abilità di convocare diversi mostri immaginari da altre storie per usarle contro la League. È immortale e non può essere uccisa finché risiede all'interno di un libro di fiabe.

## In altri media

### Televisione
- Secondo Gail Simone, scrisse la trama di un altro episodio della serie animata Justice League Unlimited, dove la Regina delle Fiabe sarebbe stata l'antagonista principale[5].
- La Regina delle Fiabe fece la sua prima comparsa in TV nella serie animata Harley Quinn, doppiata in originale dall'attrice Wanda Sykes. Introdotta nell'episodio "So You Need A Crew?", la Regina delle Fiabe tentò di infrangere la cella di vetro delle super criminali femminili al fine di impadronirsi di Gotham con un'armata di personaggi delle fiabe degli anni '80. Fu sconfitta dalla Justice League e intrappolata da un manuale sui codici fiscali da Zatanna, lasciandola infastidita dal non essere stata gettata in una cella del Manicomio di Arkham "come ogni altro criminale maschio". Dopo essere diventata un libro parlante, ottenne un lavoro come commercialista. In "The Line", fu liberata dai codici fiscali da un ordine del tribunale, in quanto descritto come una punizione inusuale e crudele, anche se fu condannata a passare il resto della sua pena dentro Arkham, ironicamente. Harley, di passaggio, la liberò e si unì temporaneamente al suo gruppo. I suoi metodi estremi (come il massacrare un'intera famiglia fino all'ultima persona, "estinguendone la linea di sangue" e facendone mangiare i resti ai Tre Porcellini tutto perché uno di loro vide Harley commettere un crimine) la portò a essere espulsa. Il gruppo rubò quindi un dispositivo per il controllo del tempo per prendere in ostaggio la città, ma la Regina si saltò fuori per rubarla a sua volta per sé. Furono interrotte tutte da Jason Praxis, un membro sopravvissuto della famiglia che ottenne poteri elettrici e che cercava vendetta nei confronti della Regina per i suoi omicidi. Jason distrusse il suo libro di fiabe, rendendola inerme finché non ne ottenne uno nuovo. Harley usò un dispositivo per i campi di forza che lei e la squadra rubarono per proteggere la Regina e sottomettere Praxis prima di lasciare questa fuggisse. Uccidendo Praxis durante la fuga, però, la Regina disse ad Harley che solo i criminali con il coraggio di oltrepassare ogni linea hanno successo e che si pentirà di averla lasciata in vita. Nell'episodio "Devil's Snare", la Regina delle Fiabe intrappolò la Justice League in un libro di favole e mandò Harley e il suo gruppo su una pianta di fagioli perché venissero uccise da un gigante. Dopo essersi salvate grazie all'aiuto di Kite Man, Harley sconfisse la Regina delle Fiabe decapitandola.

### Fumetti
- La Regina delle Fiabe comparve nel n. 5 del fumetto Batman: The Brave and the Bold. Qui, finì per rapire dei bambini (le lacrime dei quali la mantenevano giovane e bellissima) e si scontrò con Batman e Capitan Marvel. Tramutò Capitan Marvel in un drago sotto il suo controllo, ma Batman fu in grado di rubare il suo libro delle fiabe e di ingannare il drago perché lo bruciasse con una fiammata. Senza il libro delle favole, la Regina delle Fiabe si squagliò in una pozza e i suoi incantesimi svanirono.
- La Regina delle Fiabe comparve nel n. 21 di DC Super Friends, "Happily Never After". Il libro delle fiabe della Regina comparve nella Torre di Guardia e ne risucchiò all'interno i Super Amici quando lo aprirono per curiosità. Dentro al regno delle fiabe, la Regina si rivelò e invitò gli eroi a divenire suoi soggetti, definendoli leggende moderne. Quando declinarono, lei li sparse per tutto il reame, dove questi incapparono in vari personaggi, alcuni benigni altri ostili. I Super Amici superarono queste sfide, spesso riuscendo a fornire ai personaggi un lieto fine, e si raggrupparono. La Regina, divertita da tutto ciò, chiese loro nuovamente di diventare dei suoi soggetti. Quando gli eroi si rifiutarono e vollero tornare a casa, le li minacciò con diversi mostri quali il Serpente Arcobaleno ed il Fenrir. I Super Amici, capendo di poter influenzare le storie con la propria immaginazione, riuscirono a rendere i mostri pacifici. La Regina fece notare che aveva lei il potere ultimo e che poteva invertire i cambiamenti da loro apportati, ma Lanterna Verde interruppe il suo potere dicendo "E vissero per sempre felici e contenti. Fine.". Liberati dal libro delle fiabe, i Super Amici lo misero sotto chiave nella stanza dei trofei.